# Централноамериканска речна костенурка
Централноамериканските речни костенурки (Dermatemys mawii), наричани също табаски речни костенурки, са вид средноголеми влечуги, единствен съвременен представител на семейство Речни костенурки (Dermatemydidae) и единствен вид в род Dermatemys.
Разпространени са в големите реки в югоизточно Мексико и близките части на Белиз и Гватемала, като излизат от водата, само за да снасят яйцата си. Обикновено достигат маса 11 – 14 килограма, но са известни екземпляри с маса 22 килограма и дължина на черупката 60 сантиметра. Те са изцяло растителноядни, като се хранят главно с паднали във водата листа на сухоземни растения. Видът често е ловуван, заради месото и яйцата му, и е критично застрашен от изчезване.